# Трновска књижевна школа
Трновска књижевна школа била је најзначајнијa образовна институција у Бугарској, током касног средњег века. Патријарх Јевтимије Трновски предводио је књижевни рад у манастиру Свете Тројице код Великог Трнова. Његова књижевно-језичка реформа и књижевни рад привлачили су многе студенте. Његови сународници и следбеници, Кипријан Кијевски, Григорије Цамблак, Константин Филозоф и Јоасаф Бдински водили су се његовим правописним нормама и сликовним техникама у Србији, Русији, Влашкој и Молдавији и наставили традицију књижевне школе Трново.